# Hallstein Oma
Hallstein Oma (* 10. April 1988) ist ein Badmintonnationalspieler aus Norwegen. 

## Sportliche Karriere
Klausen gewann von 2002 bis 2005 neun Titel im Nachwuchsbereich in Norwegen, ehe er 2008 erstmals bei den Erwachsenen im Mixed mit Sara Blengsli Kværnø erfolgreich war. Diesen norwegischen Doppeltitel konnten beide 2009 verteidigen. 2007 repräsentierte er sein Land bei der Mannschafts-EM, ein Jahr später startete er bei der Einzel-EM. Dort gewann er mit Steinar Klausen sein erstes Match im Doppel gegen Matthew Gleave und Alexander Sim aus Irland, verlor aber die Folgepartie gegen die Deutschen Michael Fuchs und Roman Spitko.

## Sportliche Erfolge
| Saison | Veranstaltung                                | Disziplin    | Sieger                                                |
| ------ | -------------------------------------------- | ------------ | ----------------------------------------------------- |
| 2002   | Norwegische Meisterschaft U15                | Mixed        | Hallstein Oma / Helene Trommestad, Bergen BK-Hurum BK |
| 2003   | Norwegische Meisterschaft U15                | Herreneinzel | Hallstein Oma, Bergen BK                              |
| 2003   | Norwegische Meisterschaft U15                | Herrendoppel | Hallstein Oma / Finn Arne Nielsen, Bergen BK          |
| 2004   | Norwegische Meisterschaft U17                | Herreneinzel | Hallstein Oma, Bergen BK                              |
| 2004   | Norwegische Meisterschaft U17                | Herrendoppel | Hallstein Oma / Finn Arne Nielsen, Bergen BK          |
| 2004   | Norwegen: Einzelmeisterschaften der Junioren | Herreneinzel | Hallstein Oma                                         |
| 2004   | Norwegen: Einzelmeisterschaften der Junioren | Herrendoppel | Hallstein Oma / Jostein Straume                       |
| 2005   | Norwegische Meisterschaft U17                | Herreneinzel | Hallstein Oma, Bergen BK                              |
| 2005   | Norwegische Meisterschaft U17                | Herrendoppel | Hallstein Oma / Finn Arne Nielsen, Bergen BK          |
| 2005   | Norwegen: Einzelmeisterschaften der Junioren | Mixed        | Hallstein Oma / Helene Trommestad                     |
| 2008   | Norwegen: Einzelmeisterschaften              | Mixed        | Hallstein Oma / Sara Blengsli Kværnø                  |
| 2009   | Norwegen: Einzelmeisterschaften              | Mixed        | Hallstein Oma / Sara Blengsli Kværnø                  |